# Morten Harket
Morten Harket (Kongsberg, 14 settembre 1959) è un cantante, musicista e compositore norvegese, voce e leader del gruppo norvegese a-ha dal 14 settembre 1982 al dicembre 2010, quando la band si sciolse, e dall'aprile 2015, quando la band ritornò insieme. Con il rientro sulle scene degli a-ha, annunciato nell'aprile 2015 con una conferenza stampa a Berlino, Harket ha ripreso il proprio ruolo di leader della band norvegese. Fra il 2010 e il 2015 ha ripreso la carriera da solista, avviata durante la pausa che gli a-ha si erano concessi fra la metà del 1994 e il 1998, anno in cui, invitati a presenziare come ospiti alla cerimonia di consegna dei Premi Nobel a Oslo, si erano riuniti nuovamente.
Apprezzato per la particolare estensione vocale da baritenore C2-B♭5 è un potente falsetto, considerato da alcuni il più potente. Gerry Kitchingham descrisse Harket come "un eccellente cantante" con "quel suo incredibile, potente falsetto e la purezza di un coro di ragazzi"; estensione vocale più ampia del panorama pop; la particolare estensione vocale per cinque ottave gli permette di alzare la voce in alti picchi vocali e di scendere in bassi piuttosto profondi. Insieme agli altri componenti della band a-ha, è "Cavaliere dell'Ordine di Sant'Olav" dal novembre 2012, avendo ricevuto la più alta onorificenza concessa dai reali di Norvegia, la Croce di Sant' Olav, a seguito del lustro recato alla Norvegia a livello internazionale. Con i suoi a-ha ha venduto oltre 100milioni di dischi in tutto il mondo.
Morten Harket detiene inoltre il record mondiale per la nota tenuta più a lungo, eseguita sia in studio che dal vivo nel brano degli a-ha Summer Moved On: 20:02 secondi. È l'artista che ha ricevuto più Spellemannprisen (il prestigioso premio conferito agli artisti musicali norvegesi che, durante l'ultimo anno, si sono distinti positivamente sulla scena) di tutti i tempi. Nel 1991, con gli a-ha, allo Stadio Maracanã di Rio de Janeiro ha battuto il record mondiale per il concerto con il maggior numero di spettatori paganti (198.000), record poi superato nel 2017 da Vasco Rossi. Col suo gruppo ha inoltre ricevuto nel 2006 il Q Inspiration Music award, prestigioso premio conferito a chi ha influenzato stili e musica di altri artisti.

## Biografia

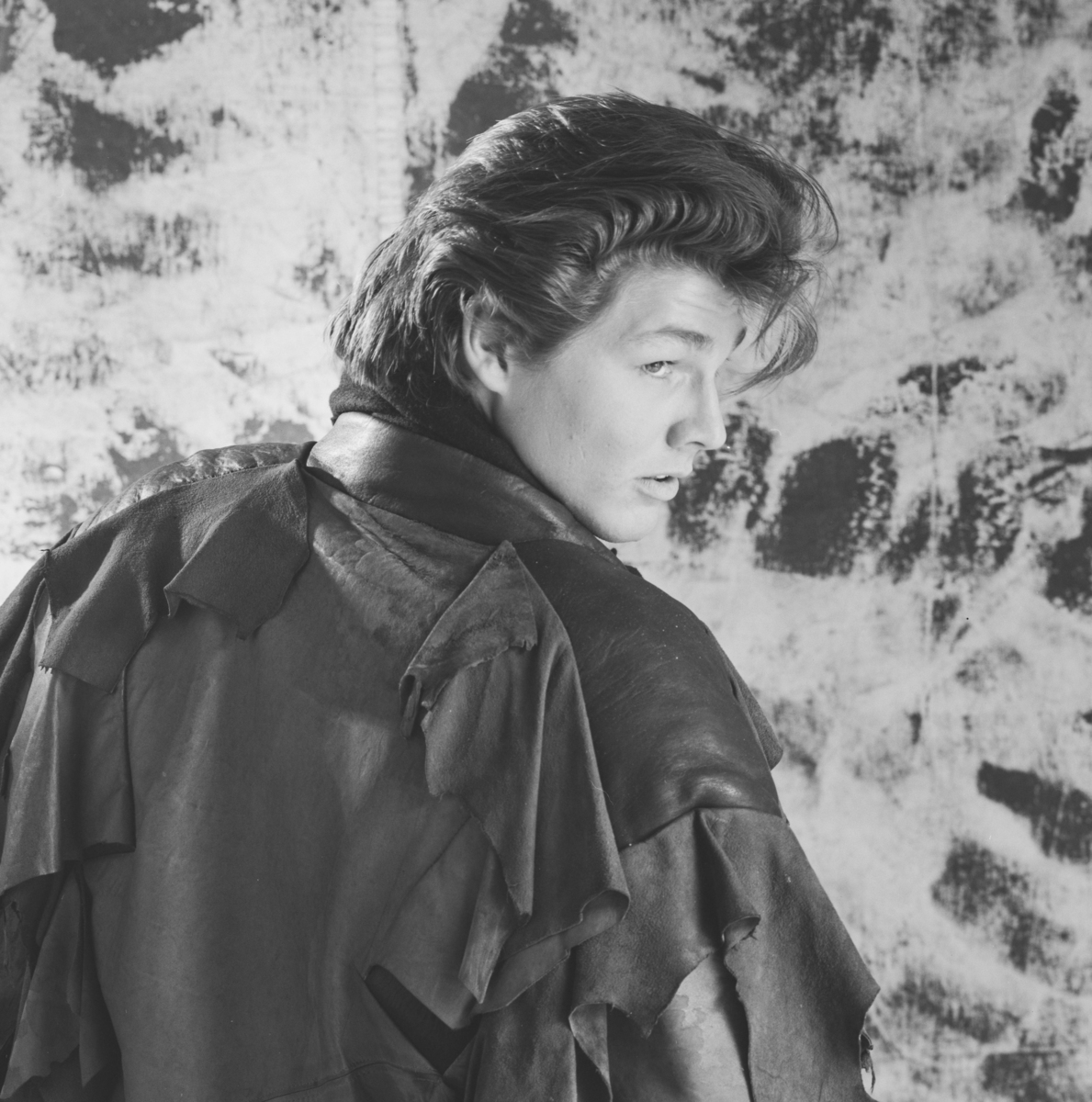
Morten Harket nel 1984

È nato a Kongsberg, Norvegia, il 14 settembre 1959 da Reidar, dirigente primario ospedaliero, e da Henny, docente di economia. Cresciuto ad Asker (Oslo), dove ha portato a termine gli studi universitari specializzandosi in teologia (aveva in progetto di diventare prete), vive a Hurum - Oslo - Norvegia.
Ha tre fratelli (Gunvald, Håkon, Kjietil) e una sorella (Ingunn). 
Fra i nove e i quattordici anni è stato vittima di bullismo da parte di alcuni compagni di scuola più grandi, sviluppando così una particolare sensibilità per i disagi umani e sociali; questa esperienza lo ha portato anche a prestare servizio presso un ospedale psichiatrico.
Dall'età di quattro anni suona il pianoforte, insegnatogli dal padre. Straordinario professionista, ha rispettato l'impegno di fare un concerto a Vilnius il giorno della morte dell'amata madre, il 2 novembre 2010.
Morten è alto 1,82 m ed è lievemente discromatopsico.
Le sue influenze musicali giovanili comprendono Uriah Heep, Johnny Cash, Simon & Garfunkel, Jimi Hendrix, The Doors, Queen, David Bowie, James Brown. Prima di accettare di unirsi a Pål Waaktaar e Magne Furuholmen, con i quali ha formato gli a-ha, era membro della boy band norvegese "Solder Blue".
Ha composto egli stesso molte delle sue canzoni, sia da solista sia con il gruppo. Ha pubblicato ben sei album da solista, di cui due in lingua norvegese e uno in lingua inglese negli anni '90: "Poetenes Evangelium" nel 1993 (lavoro particolare, perché tutto dedicato a brani tratti dalle storie della Bibbia), "Wild Seed" nel 1996 e "Vogts Villa" nel 1997. Successivamente sono usciti anche "Letters from Egypt" nel 2008, "Out of my hands" (il primo successivo allo scioglimento degli a-ha) e "Brother" nel 2014. Non ha mai smesso di esibirsi dal vivo; i suoi concerti richiamano sempre un grande pubblico (come succedeva per i concerti degli a-ha) e spesso vi suona la sua storica chitarra classica, regalatagli nel 1991, così come due analoghe a Magne e a Pål, dagli Everly Brothers in occasione del rifacimento del loro pezzo Crying In The Rain.

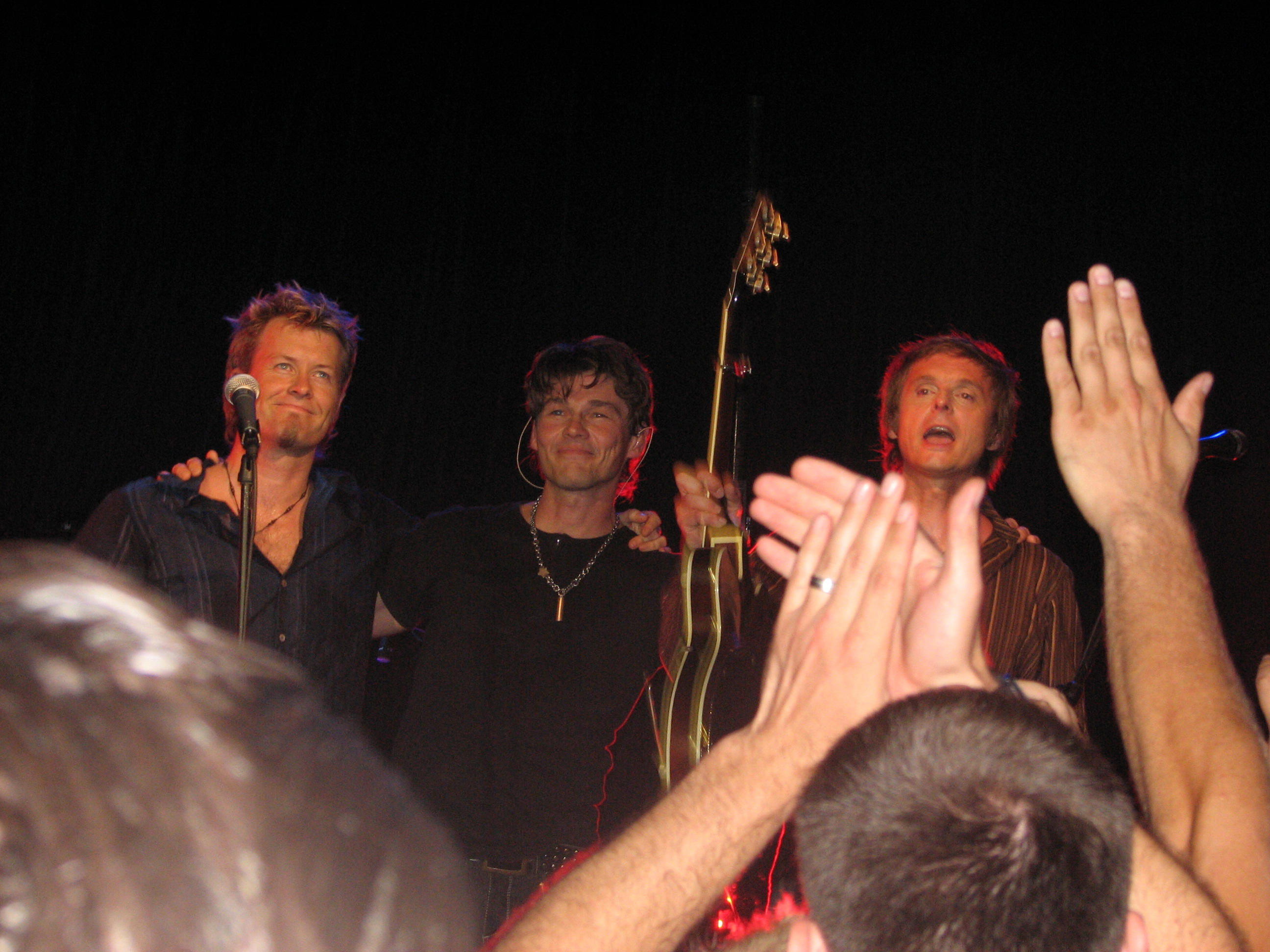
Gli a-ha nel 2005

È sempre stato interessato e ha partecipato attivamente a iniziative ecologiche e umanitarie, come la ricerca di fonti di energia alternative, l'indipendenza di Timor Est (a cui ha dedicato la canzone East Timor), la denuncia delle condizioni dell'Etiopia, della guerra nei Balcani degli anni '90 (a cui ha dedicato la canzone Brodsky tune), dei conflitti interreligiosi (per i quali ha scritto Brother).
Ha partecipato a tre film norvegesi, in uno dei quali ha interpretato se stesso.
Ha presentato l'Eurovision Song Contest tenuto in Norvegia nel 1996, cantando, in apertura e in un cameo, il suo brano Heaven's not for Saints.
Il 2 giugno 2025 ha dichiarato pubblicamente che gli è stata diagnosticata la malattia di Parkinson.

## Vita privata
Ama la natura e ha una predilezione per le farfalle e le orchidee. È talmente appassionato di orchidee, che ha rischiato l'arresto per aver portato fuori dal Ruanda una rarissima orchidea che rischiava l'estinzione e che, grazie al suo gesto, è stata salvata. Questo fiore ora porta il suo nome: Liparis Harketii. 
Nel settembre 2012 Morten ha ricevuto il Green Music Award al Clean Tech Media Awards in Berlin, conferito per la prima volta a un musicista, per il suo impegno nella difesa dell'ambiente e nel sollecitare a questo fan e media. Il premio è il risultato di anni di attivismo per auto elettriche, energie rinnovabili e riforestazione, nonché del noto stile di vita, assolutamente salutista, dell'artista. Ama leggere, in particolare saggi di teologia e la Sacra Bibbia. 
Odia ogni forma di droga, il fumo e l'eccesso alcolico; è assolutamente contrario alla pena di morte e all'aborto. 
Cura molto l'alimentazione per mantenere una buona salute e la forma fisica; avendo scoperto che gli generava stanchezza e pesantezza, dal 2000 non mangia grano, ma utilizza uno speciale tipo di pane creato dalla sua ex Anne Mette Undlien.  
Ha cinque figli: Jakob Oscar Martinius, Jonathan Henning Adler e Anne Catharine Tomine, i primi tre, li ha avuti da Camilla Malmqvist (che ha sposato nel 1989 e da cui ha divorziato nel 1998); la quarta, Henny, l'ha avuta dalla ex compagna Anne Mette Undlien, mentre l'ultimogenita, Karmen Poppy, nata il 16 settembre 2008, è figlia dell'attuale compagna Inez Andersson, sua ex collaboratrice.. Adora i bambini in generale e ha dichiarato che avrebbe voluto volentieri altri figli.

## Discografia da solista

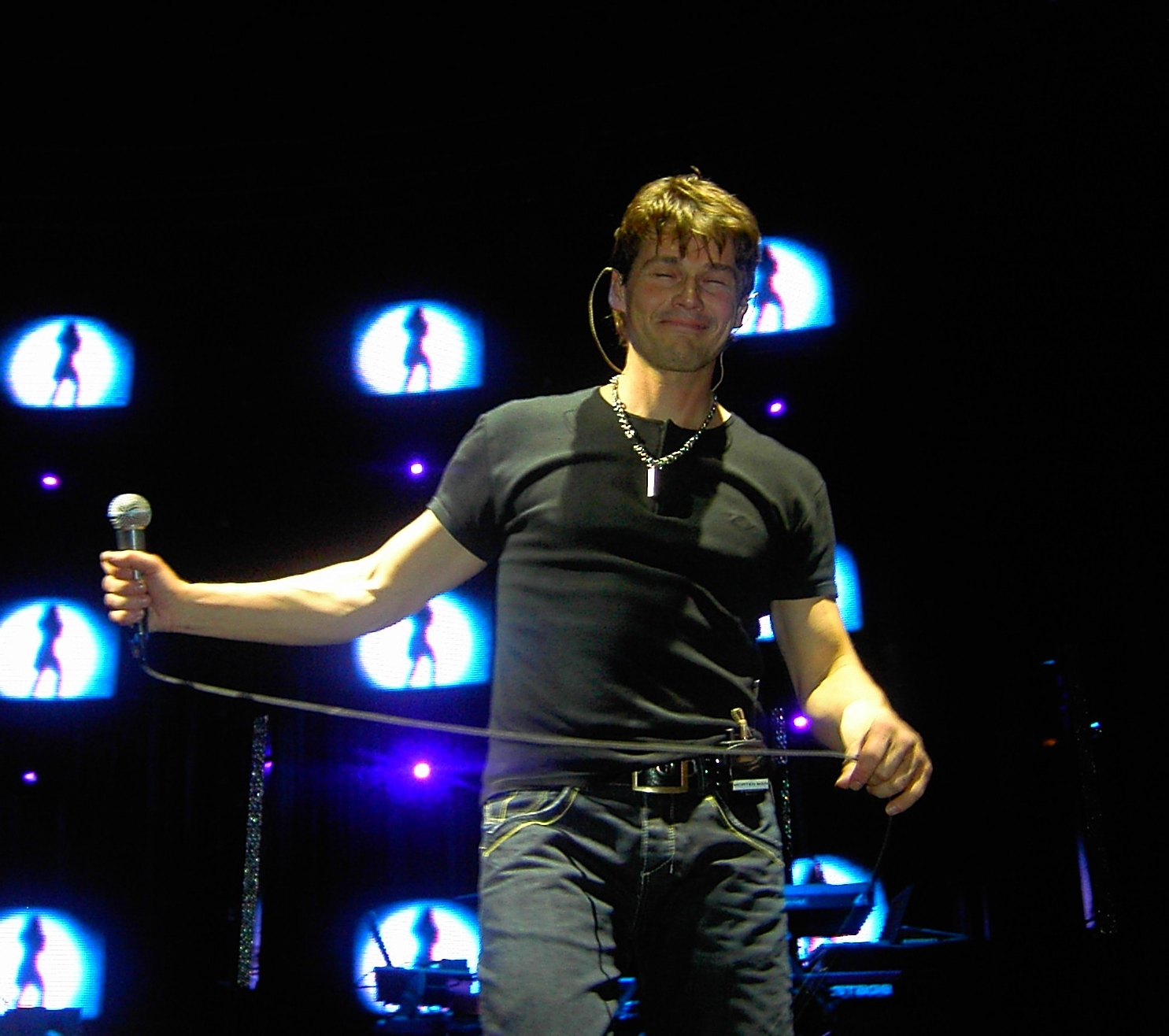
Morten Hacket nel 2005

### Album
- 1993 – Poetenes Evangelium
- 1995 – Wild Seed
- 1996 – Vogts Villa
- 2008 – Letter from Egypt
- 2012 – Out of My Hands
- 2014 – Brother

### Singoli
- 1995 - A Kind Of Christmas Card
- 1996 - Spanish Steps
- 1996 - Los Angeles
- 1996 - Heaven's Not For Saints
- 2007 - Movies
- 2008 - We'll Never Speak Again
- 2012 - Lightning
- 2012 - Scared Of Heights
- 2012 - I'm The One
- 2014 - Brother

### Altri lavori
- 1988 – Partecipa al singolo di Jan Bang Merciful Waters.
- 1988 – Recita nel film Kamilla Og Tyven (Kamilla e il ladro) e vi canta la canzone Kamilla og Sebastian.
- 1988 – Jungle Of Belief da Culture Spans The World (canzoni popolari del mondo).
- 1989 – Det Er Ennaa Tid con Bjorn Eidsvaag.
- 1991 – Incide il singolo Where You Are insieme alla cantante Silje Nergaard.
- 1993 – Canta il brano Can't Take My Eyes Off You per la colonna sonora del film Coneheads (Teste di Cono) di Steve Barron, con Dan Aykroyd.
- 1994 – Millimeter con Anne Grete Preius, per l'album Millimeter.
- 1995 – Evig Ung Da Kom Ut Og Lek (filastrocche per bambini norvegesi).
- 1995 – Hymne Til Kjaerleiken E Sanctus, da Missa Caritatis per la Chiesa.
- 1996 – Partecipa all'album di Jørun Bøgebergs Never Hear That Laught da Songs From The Pocket (copertina a cura di Magne Furuholmen).
- 1997 – Kraakevisa Da Kvirre Virre Vitt, canzoni popolari norvegesi per bambini.
- 1998 – A Jester Our Town, della colonna sonora del film Sophie's World.
- 2001 – Me Slaar Framfor Oss Krossen Din Da Naa Lukker Seg Mitt Oeye, canzoni di Natale per bambini norvegesi.
- 2001 – Piya Piya, con Junoon.
- 2001 – Mitt Hjerte Alltid Vanker dall'album Julesanger con i Solvegutter (canzoni di Natale dei Solvegutter).
- 2004 – Partecipa all'album Earth Affair cantando il brano Gilda's Prayer.
- 2013 – Partecipa allAida Night of the Proms in Germania.
- 2014 – Il 12 settembre partecipa come guest star al concerto unplugged degli Scorpions ad Atene in Grecia, duettando con Klaus Meine nel brano Wind of change.
- Han Er Min Sang Og Min Glede da Perleporten, 200 canzoni di Natale norvegesi.
- Tilbake Til Livet (singolo promozionale).
- Herre I Drømmen (singolo promozionale).
- Jungle of Beliefs (singolo promozionale).
- A Jester in our Town (singolo promozionale).